# Union démocratique nationale (Brésil)
L'Union démocratique nationale ( portugais : União Democrática Nacional, UDN) était un parti politique qui existait au Brésil entre 1945 et 1965. Il était idéologiquement aligné avec le conservatisme. Pendant la majeure partie de son existence, il a été le deuxième parti le plus fort du pays. Son symbole était une torche olympique et sa devise était « Le prix de la liberté est la vigilance éternelle », une citation faussement attribuée à Thomas Jefferson.

## Histoire
À la fin du régime d'Estado Novo de Getúlio Vargas en 1945, les partis politiques ont été autorisés à se réorganiser et à se présenter aux élections générales de cette année-là. L'UDN a regroupé les principaux leaders de l'opposition contre le populisme du président sortant. Cette opposition constante à Vargas était la principale caractéristique du parti. Par conséquent, ses principaux opposants étaient le Parti social-démocrate (PSD) et le Parti travailliste brésilien (pt) (PTB), formés pour soutenir respectivement Vargas parmi l'élite et la classe ouvrière.
L'UDN a été battu aux élections présidentielles de 1945, 1950 et 1955, mais il est resté le deuxième plus grand parti au Congrès national du Brésil, juste derrière le PSD, de 1945 à 1962, quand il a été dépassé par PTB. La principale figure politique de l'UDN était Carlos Lacerda, un ennemi fidèle de Vargas, dont la deuxième présidence (1951–1954) a été farouchement combattue par l'UDN. Une tentative d'assassinat contre Lacerda a conduit au suicide de Vargas. En 1960, l'UDN préféra ne pas lancer de candidat à la présidentielle, soutenant à la place le victorieux Jânio Quadros, Bien que Quadros ne fût pas lui-même membre de l'UDN, la plupart des ministres du cabinet Quadros étaient membres de l'UDN. Le parti fut bientôt mécontent de Quadros, qui démissionna dans une maladroite manœuvre politique. Sans le soutien de l'UDN, Quadros a perdu la majorité des sièges au Congrès et a vite découvert qu'il était impossible de gouverner sans le soutien du Parlement. Le 21 août 1961, huit mois seulement après son investiture, il démissionna, dans l'espoir de revenir au pouvoir grâce à la reconnaissance populaire.
Le vice-président João Goulart du PTB (à cette époque, les Brésiliens votaient séparément pour le président et le vice-président) a ensuite pris ses fonctions. Dès 1962, UDN a commencé à conspirer avec des officiers militaires pour le renverser. Protégé politique de Vargas, Goulart a lancé un plan de réformes de base, prédisant la réforme de l'éducation, la réforme agraire, la réforme urbaine, la réforme électorale et la réforme fiscale. Cela a été qualifié par UDN d'influence soviétique sur la politique brésilienne. Le plan a également contraint le PSD à retirer son soutien au gouvernement Goulart au Congrès national, le laissant dans une situation compliquée. En avril 1964, Goulart a été destitué par un coup d'État militaire soutenu par les États-Unis, qui avait le soutien de la plupart des membres de l'UDN. Lacerda, alors gouverneur de l' État de Guanabara, espérait remporter l'élection présidentielle prévue en 1965. Cependant, le régime militaire a annulé cette élection et a abrogé tous les partis politiques, y compris l'UDN. La plupart de ses membres ont ensuite rejoint le Parti de l'Alliance rénovatrice nationale ( Aliança Renovadora Nacional - Arena ), un nouveau parti créé pour soutenir le régime militaire.

## Idéologie
Avant même que l'UDN ne soutienne pas le coup d'État brésilien de 1964, les opposants à l'UDN l'ont qualifié de parti golpista (pro-coups d'État ). Cependant, le parti n'était pas conservateur dans son ensemble. Des thèses libérales et autoritaires, conservatrices et progressistes coexistaient à l'UDN. Par exemple, il a voté en faveur du monopole d'État sur le pétrole et contre la destitution des membres communistes du Congrès.  En revanche, il dénonce «l'infiltration communiste» dans l'administration publique et s'oppose fermement à l'intervention du gouvernement dans l'économie. En fait, les membres de la faction de la gauche démocratique, qui a fait défection l'UDN pour former le Parti socialiste brésilien (PSB), ont caractérisé le parti comme un défenseur du libre marché, citant cela comme l'une des raisons de la défection. Contester les résultats lors de la perte d'une élection était également une pratique courante au sein de l'UDN.
Le parti a été marqué en se liant à l' armée brésilienne  et aux aspirations des classes moyennes urbaines, qui sont toutes devenues officieusement connues sous le nom d '"udenismo". Expression de l'attitude de ses dirigeants à l'égard de la politique, l '«udenismo» se caractérisait par la défense du libéralisme classique, par l'attachement à l' enseignement supérieur et à la morale, et en repoussant le populisme (tout en le qualifiant de mauvais).

## Performance électorale
| 1 945 | 1 575 375 | 26,6 | 81 | 28,3 | 12 |
| 1 947 | 677 374   | 32,4 | 5  | 26,3 | 8  |
| 1 950 | 1 812 849 | 24,7 | 81 | 26,6 | 3  |
| 1 954 | 1 936 935 | 21,9 | 74 | 22,7 | 18 |
| 1 958 | 2 319 713 | 21,1 | 70 | 21,5 | 11 |
| 1 962 | 2 547 207 | 22,6 | 97 | 23,7 | 14 |
| 1. Pourcentage de sièges aux élections cette année-là. 2. Comprend tous les sièges des coalitions UDN. Source: Université d'État de Rio de Janeiro |           |      |    |      |    |

## Présidents
- 1945–1947: Otávio Mangabeira (pt)
- 1947–1949: José Américo de Almeida (pt)
- 1949–1951: José Eduardo do Prado Kelly (pt)
- 1951–1953: Odilon Duarte Braga (pt)
- 1953–1955: Arthur Ferreira dos Santos (pt)[10],[11]
- 1955–1957: Milton Campos (pt)
- 1957–1959: Juracy Magalhães (pt)
- 1959–1961: José de Magalhães Pinto (pt)
- 1961–1963: Herbert Levy (pt)
- 1963–1965: Olavo Bilac Pinto (pt)
- 1965: Ernani Sátiro (pt)

## Secrétaires généraux
- 1945–1947: Virgílio de Melo Franco (pt)
- 1947–1949: Aliomar Baleeiro (pt)
- 1949–1951: José Monteiro de Castro (pt)
- 1951–1953: Rui Santos (pt)
- 1953–1955: Virgílio Távora (pt)
- 1955–1957: João Agripino Filho (pt)
- 1957–1959: Guilherme Machado (pt)
- 1959–1961: Aluízio Alves (pt)
- 1961–1963: Ernâni Sátiro (pt)
- 1963–1965: Rui Santos (pt)
- 1965: Oscar Dias Correia (pt)